# 冲天辫

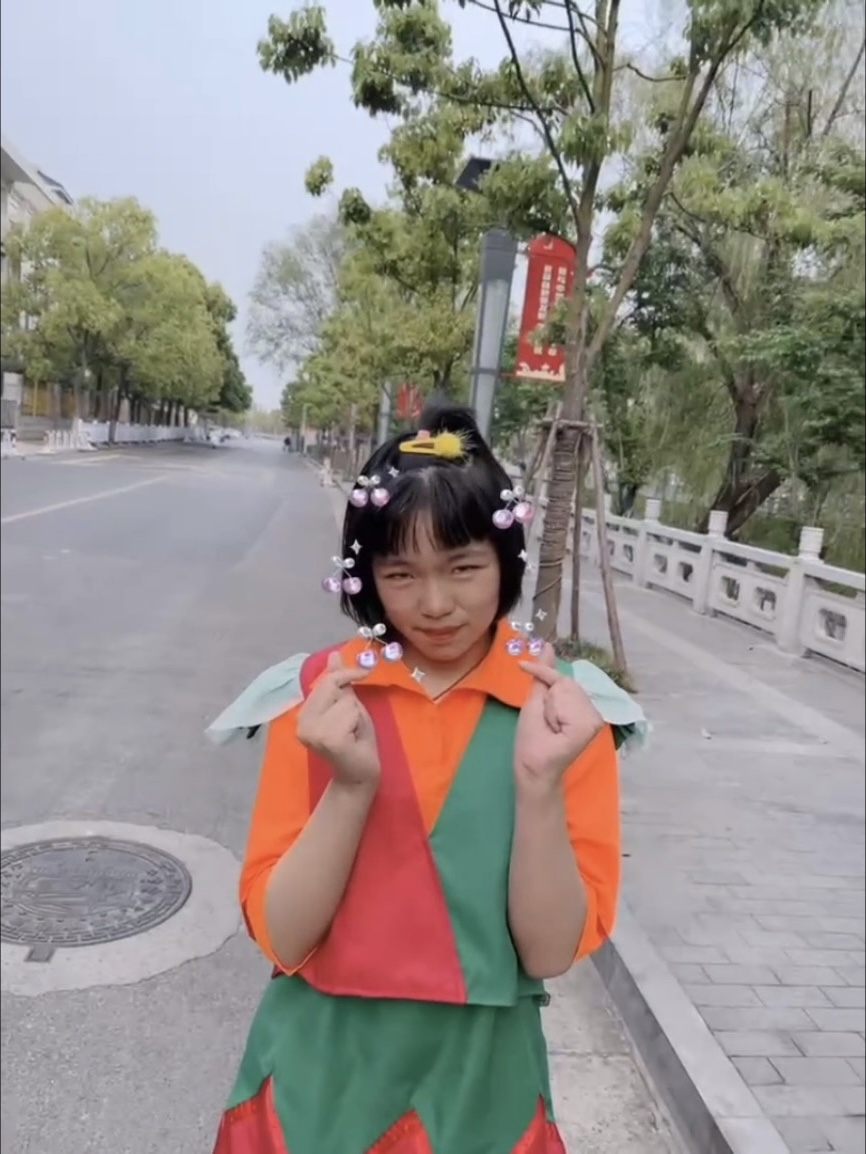
扎着冲天辫手指比心的女孩

冲天辫，又名朝天辫、冲天鬏，是一种扎在头顶上的马尾，多见于儿童和小女孩。因为头发在头顶上束起来的样子像喷泉，也被称作“喷泉辫”或“喷泉”发型。其英文名Sprout意为“嫩芽”，但也有人称之为马尾（ponytail）。
冲天辫也是许多明星喜爱的发型之一，《神偷奶爸》中的角色艾格尼丝也扎着冲天辫。

## 图库

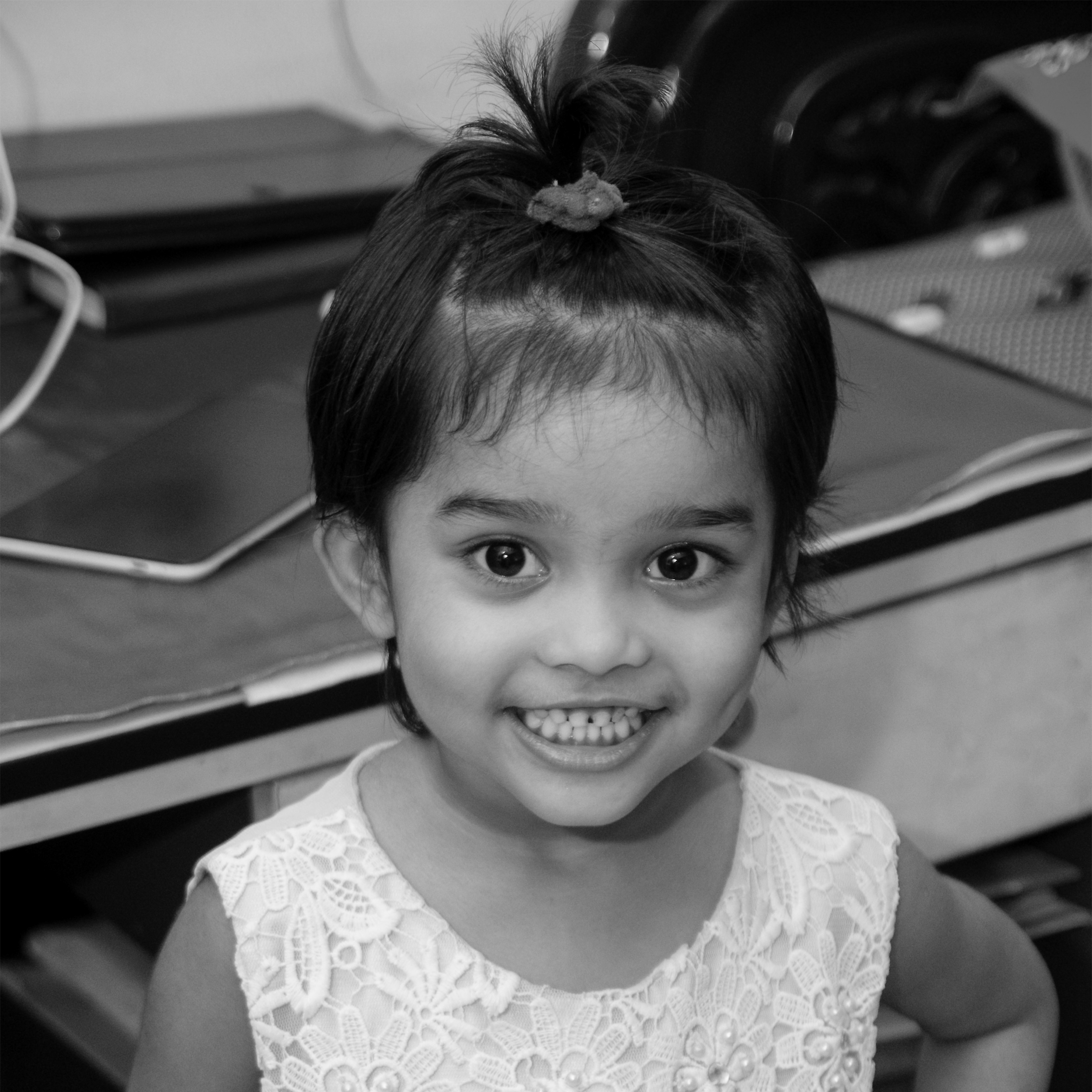
孟加拉女孩
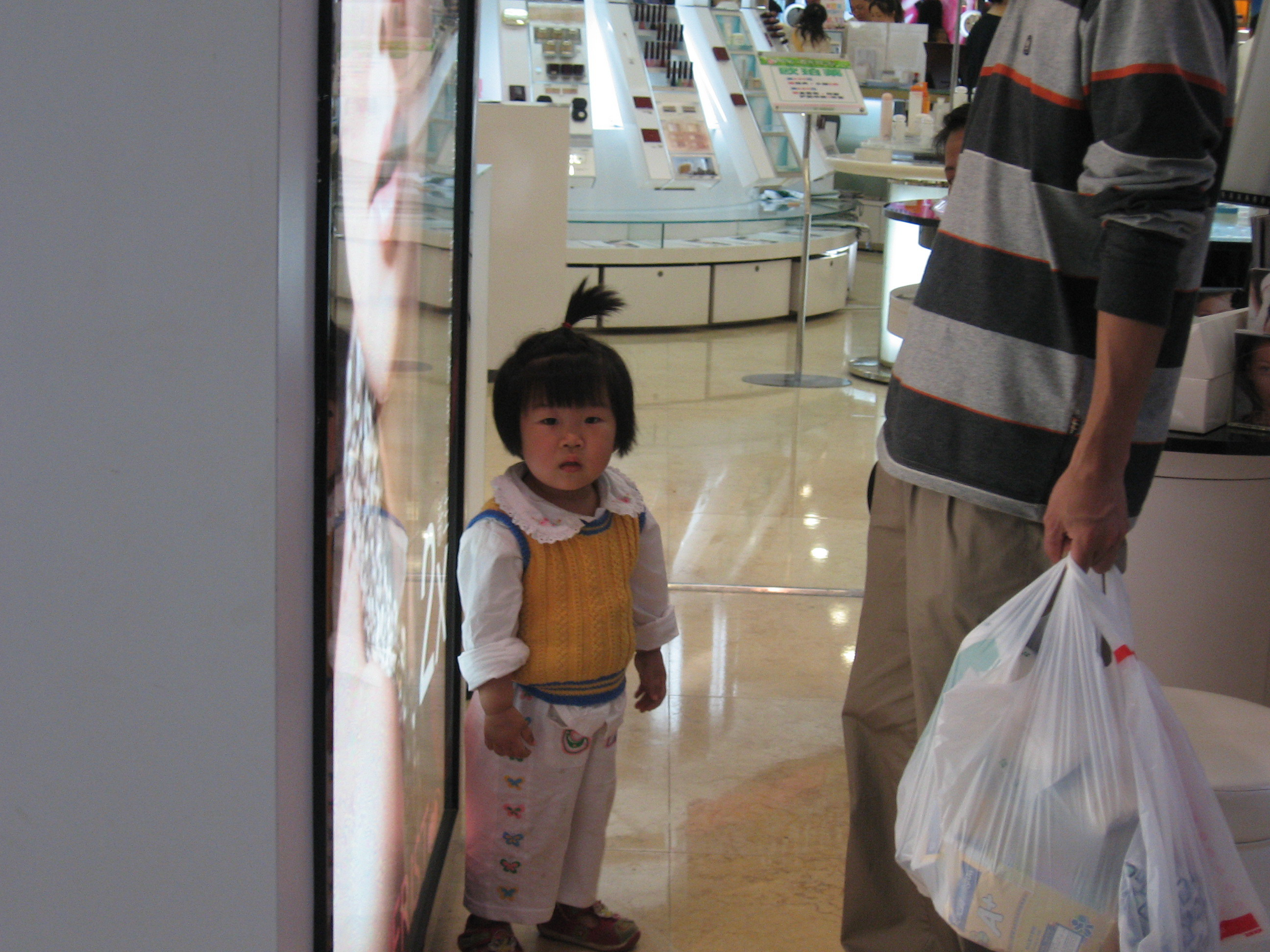
扎着冲天辫的中国儿童
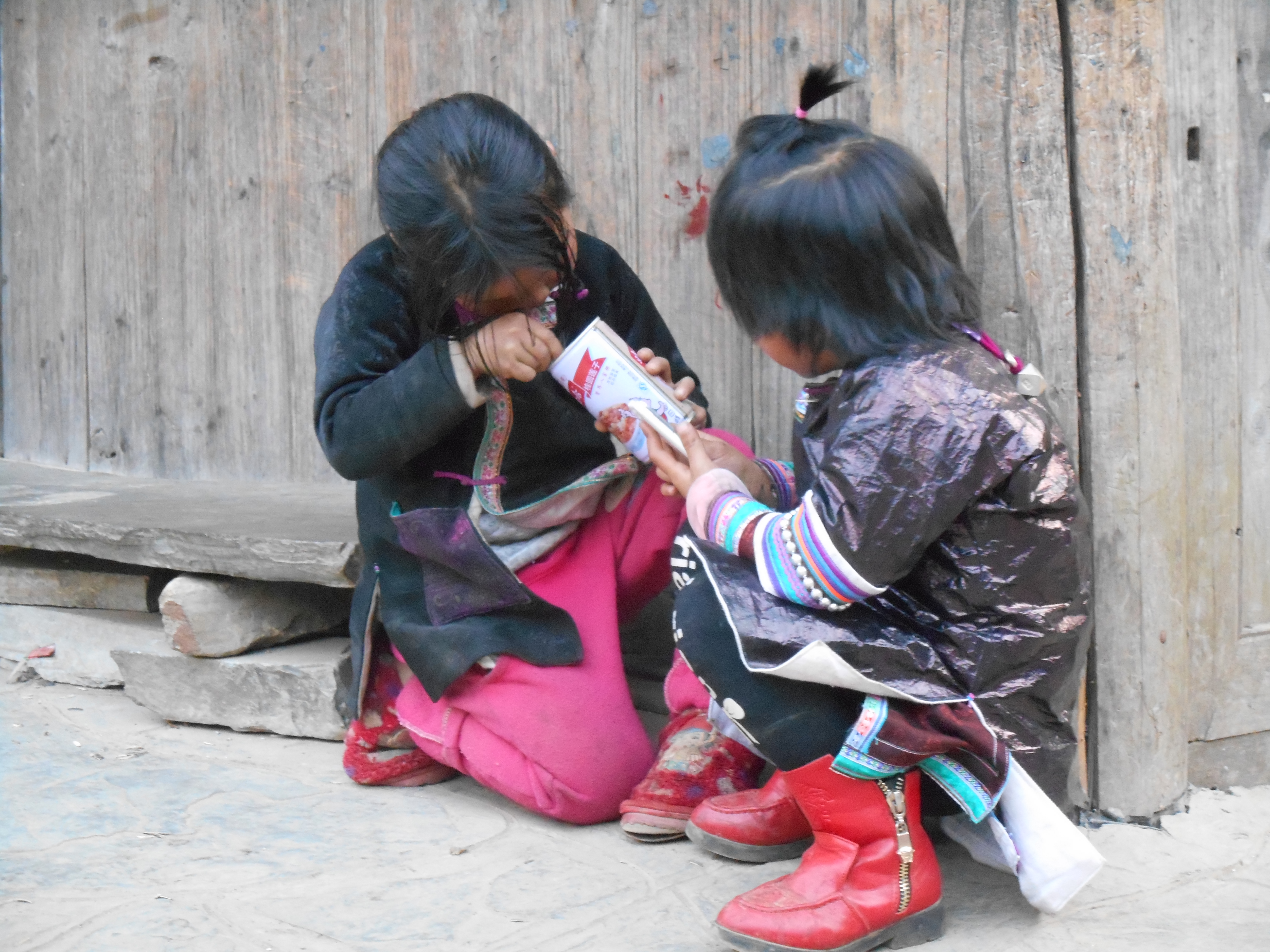
贵州省黔东南苗族侗族自治州从江县的两个女孩，右边的女孩扎着冲天辫
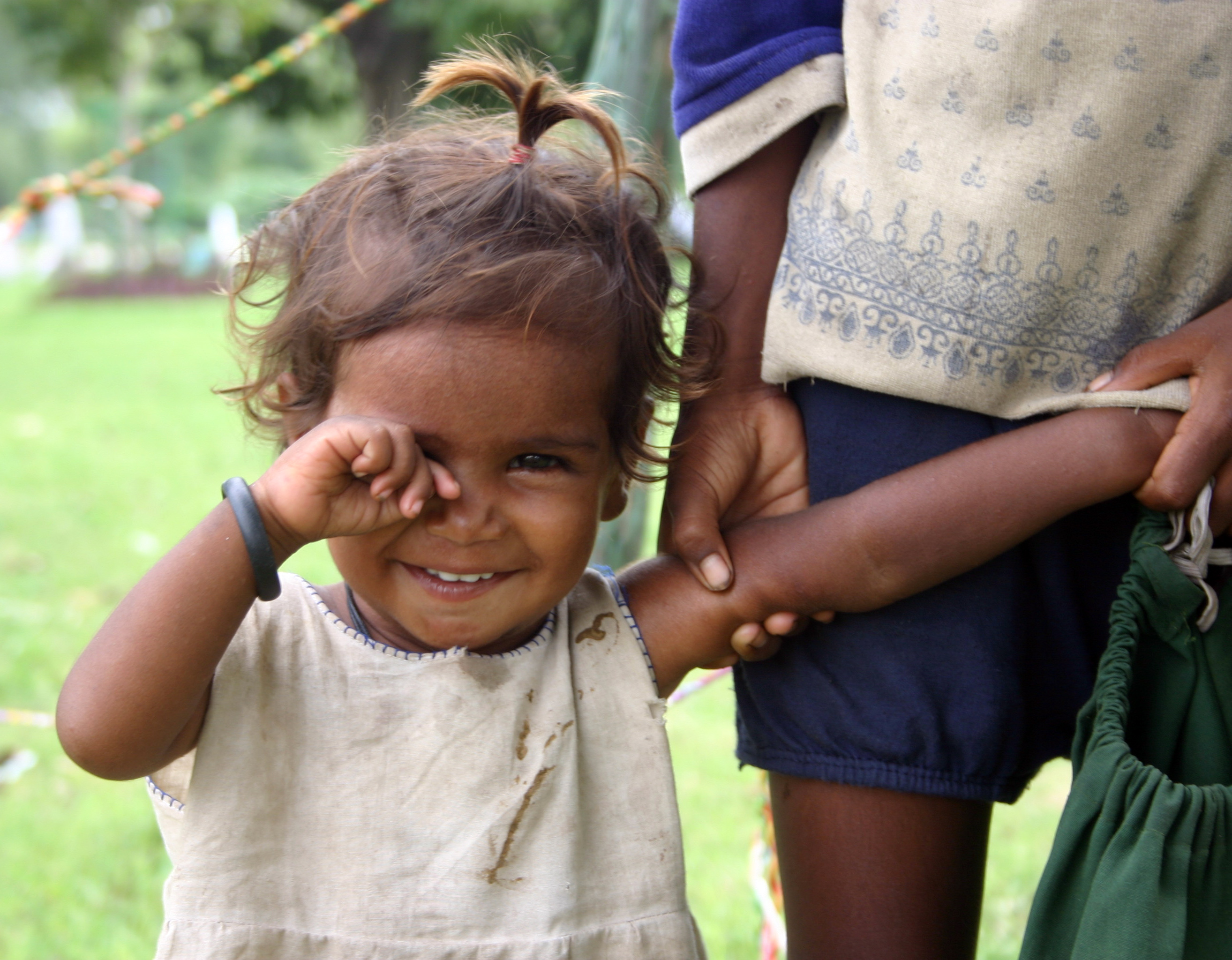
印度德里的女孩